# Autoacusação falsa
Autoacusação falsa, é um crime praticado contra a Administração da Justiça. Consiste em acusar-se, perante a autoridade, de crime inexistente ou praticado por outrem. A pena prevista é de detenção, de 3 meses a 2 anos, ou multa.